# Varv, Motala kommun
Varv är en småort i Varvs socken i södra delen av Motala kommun i Östergötlands län, belägen cirka 10 kilometer sydöst om Motala.
Varv och Styra kyrka ligger mindre än 2 kilometer sydväst om småorten Varv.